# Children of Chance (film, 1949)
Pour les articles homonymes, voir Children of Chance.
Pour plus de détails, voir Fiche technique et Distribution.
Children of Chance est un film britannique réalisé par Luigi Zampa, sorti en 1949.
C'est la version britannique du film Le Tocsin, sorti la même année.

## Synopsis
Agostina a gagné de l’argent sur le marché noir de Rome pendant la Seconde Guerre mondiale et l’a renvoyé au prêtre de sa ville natale pour le mettre en sécurité. Cependant, de retour sur l’île avec l’intention de récupérer l’argent, elle découvre que le prêtre est mort et que son successeur l’a utilisé pour construire un orphelinat.

## Fiche technique
- Titre : Children of Chance
- Réalisation : Luigi Zampa
- Scénario : Piero Tellini
- Photographie : Carlo Montuori
- Musique : Nino Rota
- Pays d'origine : Royaume-Uni
- Format : Noir et blanc - 1,37:1 - Mono
- Genre : drame
- Date de sortie : 1949

## Distribution
- Patricia Medina : Agostina
- Manning Whiley : Don Andrea
- Yvonne Mitchell : Australia
- Barbara Everest : Francesca
- Eliot Makeham : Vicar
- George Woodbridge : le boucher
- Eric Pohlmann : Sergent
- Carlo Giustini : Marco
- Denis Carey
- Harold Kasket